# Aparell de Kipp

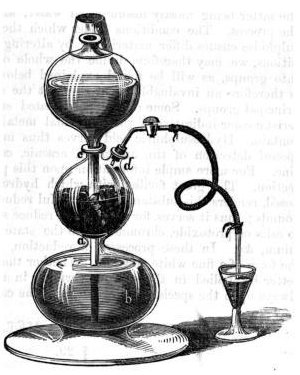
Aparell de Kipp

L'aparell de Kipp, també denominat generador de Kipp, és un instrument usat per a la preparació de petits volums de gasos. El seu nom ve del seu inventor, Petrus Jacobus Kipp.
Els seus usos més comuns són la preparació d'àcid sulfhídric mitjançant la reacció d'àcid sulfúric amb sulfur ferrós, preparació de diòxid de carboni mitjançant la reacció d'àcid clorhídric amb carbonat de calci, i d'hidrogen mitjançant la reacció d'àcid clorhídric amb un metall apropiat.
L'aparell consisteix en tres cilindres apilats. El material sòlid (per exemple, sulfur ferrós) es col·loca en el cilindre del mitjà i l'àcid en el superior. Un tub s'estén del cilindre superior a l'inferior. El cilindre central té un tub amb una vàlvula utilitzada per a l'extracció del gas obtingut. Quan aquesta està tancada, la pressió del gas en el cilindre central augmenta, empenyent l'àcid de tornada al cilindre superior fins que deixa d'estar en contacte amb el material sòlid, i la reacció cessa.'aparell de Kipp, també denominat generador de Kipp, és un instrument usat per a la preparació de petits volums de gasos.
L'aparell de Kipp és un instrument de laboratori que s'utilitza per generar un flux continu d'hidrogen mitjançant la reacció de l'àcid clorhídric amb el zinc, d'acord amb la següent estequiometria:
2 HCl + Zn → ZnCl₂ + H₂
Àcid clorhídric + Zinc → Clorur de zinc + hidrogen molecular lliure.

## Disseny i operació
L'aparell de Kipp està format per tres cilindres apilats verticalment, més o menys semblant a un ninot de neu. El material sòlid (per exemple, sulfur de ferro) es col·loca al cilindre central, l'àcid es posa en el cilindre superior. Un tub s'estén des de la part superior del cilindre en el cilindre inferior. El cilindre central té un tub amb una clau de pas adjunta, que s'utilitza per extreure el gas desprès. Quan la clau de pas està tancada, la pressió del gas a les pujades mitjanes del cilindre i expulsa l'esquena àcid a la part superior del cilindre, fins que ja no està en contacte amb el material sòlid més, i s'atura la reacció química.
Generadors de Kipp només funcionen correctament en la forma descrita si el material sòlid és insoluble en l'àcid. En general són de vidre, o de vegades de polietilè.